# Tre Coppe Parabiago 1908
La Tre Coppe Parabiago 1908, prima storica edizione della corsa, si svolse il 4 ottobre 1908 su un percorso di 240 km. La vittoria fu appannaggio dell'italiano Clemente Canepari, che completò il percorso in 7h40'00", precedendo i connazionali Carlo Galetti e Carlo Oriani.

## Ordine d'arrivo (Top 10)
| Pos. | Corridore          | Squadra | Tempo      |
| ---- | ------------------ | ------- | ---------- |
| 1    | Clemente Canepari  | Bianchi | 7h40'00"   |
| 2    | Carlo Galetti      | Atala   | a 40"      |
| 3    | Carlo Oriani       | -       | a 6'50"    |
| 4    | Alfredo Lazzaroni  | -       | a 15'00"   |
| 5    | Andrea Massironi   | -       | a 42'00"   |
| 6    | Luigi Terreni      | -       | a 42'10"   |
| 7    | Felice Della Casa  | -       | a 42'20"   |
| 8    | Emilio Squadrelli  | -       | a 46'10"   |
| 9    | Rancilio           | -       | a 46'25"   |
| 10   | Gaetano Caravaglia | -       | a 1h00'00" |